# Krsnik
Le Krsnik, ou Kresnik, est un type de chasseurs de vampires, un chaman dont l'esprit peut prendre la forme d'un animal. 

## Pouvoirs et fonctions
Le krsnik se transforme en animal la nuit pour combattre le kudlak, son antithèse : le krsnik apparaît sous la forme d'un animal blanc quand le kudlak prend la forme d'un animal noir. 
L'âme du krsnik quitte le corps, soit volontairement soit à cause d'un pouvoir supérieur, et combat les agents du mal en vue d'une bonne récolte, de la santé et du bonheur.

## Origine
Cette légende vient d'un mythe pré-chrétien présent en Slovénie et Croatie (principalement en Istrie, île de Rab) dans lequel le dieu païen Péroun est enfermé dans un combat éternel contre Vélès, le dieu serpent du monde souterrain. Le krsnik a appris la magie des Vile, les fées, et il a le pouvoir de guérir les personnes et le bétail.
Vu la documentation lacunaire, il est difficile de déterminer si le krsnik vient du dieu Kresnik de la mythologie slave, où s'il est issu d'une tradition chamanique différente.

## Source de la traduction
- (en) Cet article est partiellement ou en totalité issu de l’article de Wikipédia en anglais intitulé « Krsnik (vampire hunter) » (voir la liste des auteurs).